# Liste der Stolpersteine in Eutin

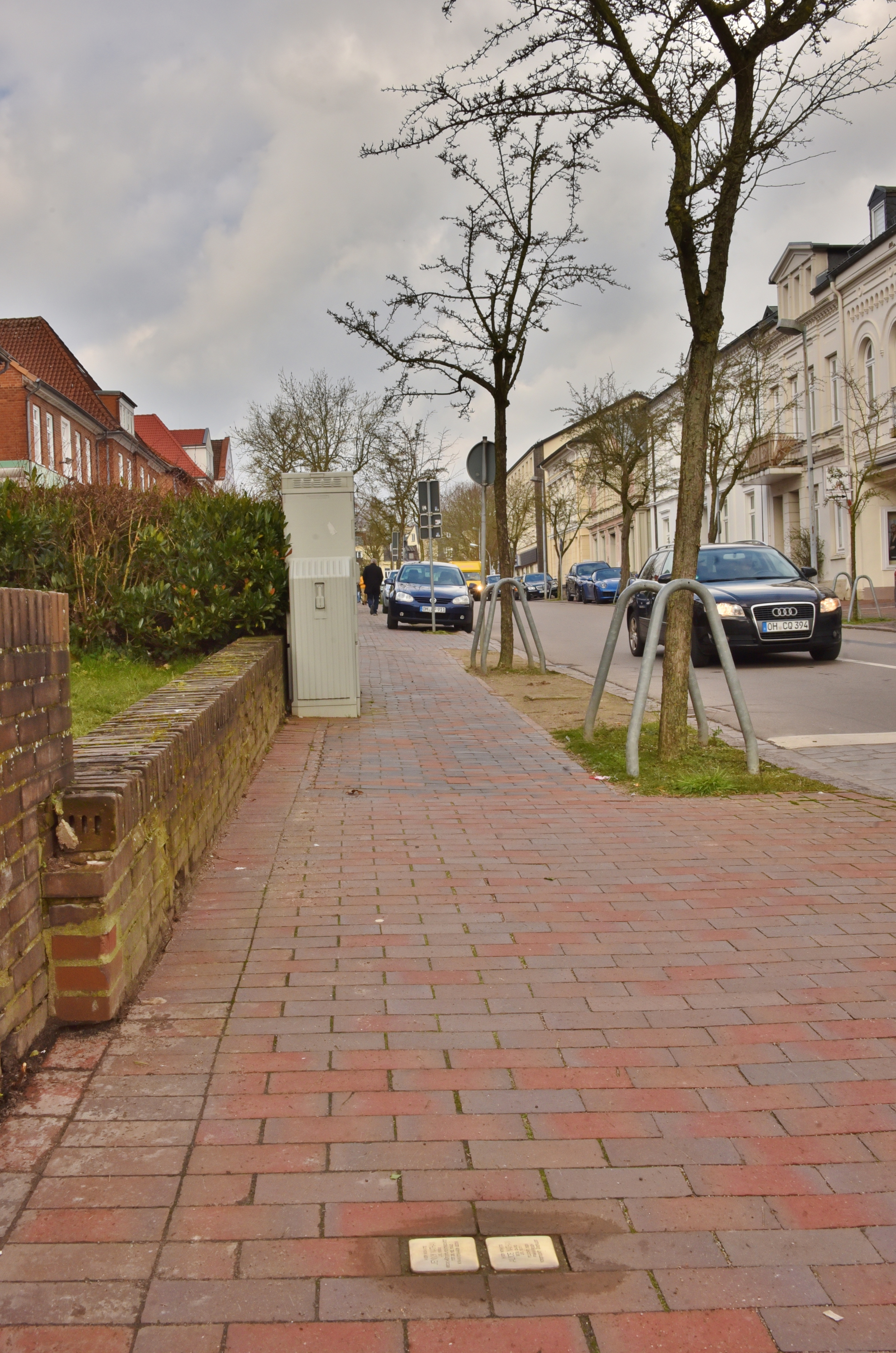
Die Stolpersteine für Alice und Jenny Nathan

Die Liste der Stolpersteine in Eutin führt die vom Künstler Gunter Demnig verlegten Stolpersteine in Eutin auf. Stolpersteine erinnern an das Schicksal der Menschen, die von den Nationalsozialisten ermordet, deportiert, vertrieben oder in den Suizid getrieben wurden. Sie liegen im Regelfall vor dem letzten selbstgewählten Wohnsitz des Opfers.
Die bislang einzige Verlegung erfolgte am 20. Mai 2019.

## Geschichte der Juden von Eutin
Eutin war, so die Lübecker Nachrichten, von den 1920er bis zu den 1940er Jahren eine Nazi-Hochburg.
1936 gab es kaum mehr Juden in der Stadt, zwei ältere Damen, zwei getaufte Juden und zwei sogenannte Mischlinge. Eine der beiden Damen, Alice Nathan, flüchtete, die andere verstarb. Als am 22. Januar 1945 der Befehl der Gestapo verlangte, alle arbeitsfähigen Juden aufzulisten, kam aus Eutin eine lapidare Krankmeldung der beiden verbliebenen "Mischlinge". Der Obermedizinalrat diagnostizierte, dass Eduard Driels wegen „Versteifung der rechten Schulter“ und Julius Seckels wegen „schweren Asthmas“ nicht „zum geschlossenen Arbeitseinsatz“ geschickt werden könnten. Nicht ohne den Hinweis zu vergessen, Seckels sei ja selbst „Weltkriegsteilnehmer“ gewesen. Derselbe Arzt soll auch das Leben einiger inhaftierter Sozialdemokraten gerettet haben. Weshalb sich die Gestapo mit den Krankmeldungen zufriedengab, ist nicht bekannt.

## Stolpersteine in Eutin
| Stolperstein | Inschrift | Standort                                              | Name, Leben |
| ------------ | --- | ----------------------------------------------------- | --- |
|              | HIER WOHNTE ALICE NATHAN GEB. CARO JG. 1871 FLUCHT 1939 FRANKREICH VERSTECKT ÜBERLEBT                                                    | Albert-Mahlstedt-Straße 20 · (vormals Auguststraße) · | Alice Nathan, geborene Caro, wurde 1871 in Paris geboren. Sie heiratete in die Familie Nathan hinein, die 1801 aus Lübeck-Moisling nach Eutin gekommen war. Sie hatte zumindest einen Sohn und eine Tochter. Sie war nach der Machtergreifung Hitlers – neben ihrer Schwägerin Jenny Nathan – das letzte Mitglied der angesehenen und wohlhabenden Eutiner Familie. Zermürbt von den Schikanen und Misshandlungen durch die Nationalsozialisten flüchtete sie 1939 nach Frankreich zu ihrem Sohn. Sie konnte versteckt das NS-Regime überleben. Schwägerin Jenny starb unterkühlt und unterernährt an den Folgen einer Lungenentzündung im Dezember 1940 in Eutin. Bei der Verlegung war Nicola Weil, die Urenkelin von Alice Nathan, anwesend, sie war eigens aus England angereist. Die Rechtsanwältin, sie lebt nahe Windsor, zeigte sich erfreut und berührt über das Gedenken an ihre Vorfahrin und dankte für den warmherzigen Empfang. Sie mahnte jedoch auch: „Die Diskussion über die Vergangenheit darf nie aufhören.“ |
|              | HIER WOHNTE JENNY NATHAN JG. 1856 GEDEMÜTIGT/ENTRECHTET TOT 29.12.1940 KRANKENHAUS EUTIN                                                 | Albert-Mahlstedt-Straße 20 · (vormals Auguststraße) · | Jenny Nathan wurde 1856 in Eutin geboren. Ihr Vater war N. N. Nathan (1813–1894), Arzt und Landtagsabgeordneter, prominentestes Mitglied der Familie Nathan, die 1801 aus Lübeck-Moisling nach Eutin gekommen war. Sie blieb ledig und war nach der Machtergreifung Hitlers – neben ihrer Schwägerin Alice Nathan, geborene Caro – das letzte Mitglied der angesehenen und wohlhabenden Eutiner Familie. Zermürbt von den Schikanen und Misshandlungen durch Nationalsozialisten flüchtete die Schwägerin 1939 nach Frankreich zu ihrem Sohn. Jenny Nathan blieb allein zurück. Sie war chronisch unterernährt und erkrankte an einer Lungenentzündung. Man fand sie bewusstlos in ihrem Haus und brachte sie ins Krankenhaus. Jenny Nathan starb am 29. Dezember 1940. |
|              | HIER WOHNTE CARL ULLRICH JG. 1889 IM WIDERSTAND / SPD VERHAFTET AUG. 1944 'AKTION GITTER' NEUENGAMME TOT 31.10.1944 UMSTÄNDE NIE GEKLÄRT | Klaus-Groth-Straße 9 ·                                | Carl Ullrich wurde 1889 geboren. Er war gelernte Maurer, der sich zum Polier hocharbeiten konnte, Gewerkschafter, Mitglied der SPD und ab 1930 Abgeordneter in der Eutiner Stadtvertretung. Mehrfach geriet er in körperliche Auseinandersetzungen mit der örtlichen SA, wiederholt wurde er krankenhausreif geschlagen. Nach der Machtergreifung der Nationalsozialisten im Januar 1933 wurde er zwar überwacht, behielt aber seinen Arbeitsplatz in Kiel. Nach dem Attentat auf Adolf Hitler vom 20. Juli 1944 wurde er – im Rahmen der Aktion Gitter – verhaftet und ins Konzentrationslager Neuengamme deportiert. Er starb plötzlich und unvermutet am 31. Oktober 1944, angeblich an einer Lungenentzündung. Mithäftlinge konnten jedoch keine schwere Erkrankung feststellen, wie der Historiker Lawrence D. Stokes herausfand. Zu jener Zeit soll ein SS-Mann aus Eutin-Neudorf mehrere Häftlinge des KZ Neuengamme mittels Benzinspritze ermordet haben. Carl Ullrich könnte eines seiner Opfer gewesen sein.           |

## Verlegung
In Eutin wurden zwei Vorträge gehalten, der erste am 9. Mai 2019 von Katja Demnig, der zweite am 19. Mai 2019 von Gunter Demnig. Tags darauf verlegte der Künstler die Stolpersteine von Eutin. An den Feierlichkeiten nahmen rund 120 Bürger von Eutin teil.